# Воронино (Сумская область)
Воронино (укр. Воронине) — село, Кальченковский сельский совет, Белопольский район, Сумская область, Украина.
Код КОАТУУ — 5920683902. Население по переписи 2001 года составляло 154 человека.

## Географическое положение
Село Воронино находится недалеко от истоков рек Вижлица и Куяновка.
Примыкает к селу Кальченки,
на расстоянии до 2-х км расположены сёла Крыжик, Червоное, Павловское и Ващенки.
Рядом проходит узкоколейная железнодорожная ветка.
Через село проходит автомобильная дорога Т-1917.

## Экономика
- Молочно-товарная ферма.